# Athose
Athose ist eine Ortschaft und eine Commune déléguée in der Gemeinde Les Premiers Sapins mit 205 Einwohnern (Stand: 1. Januar 2019) im französischen Département Doubs in der Region Bourgogne-Franche-Comté.

## Geographie
Athose liegt auf 648 m, neun Kilometer südsüdwestlich von Valdahon und etwa 28 km südöstlich der Stadt Besançon (Luftlinie). Das Dorf erstreckt sich im Jura, am nördlichen Talhang des Dorfbachs von Athose, zwischen dem Hochplateau von Valdahon im Norden und den ersten hohen Juraketten im Süden.
Die Fläche des 7,63 km² großen Gemeindegebiets umfasst einen Abschnitt des französischen Juras. Der zentrale Teil des Gebietes wird vom Tal von Athose eingenommen, das vom Dorfbach nach Südwesten zur Loue entwässert wird. Nach Westen reicht der Gemeindeboden auf das durchschnittlich 700 m hoch gelegene Plateau von Valdahon, das hauptsächlich von Acker- und Wiesland bestanden ist. Mit einem schmalen Streifen erstreckt sich das Gemeindeareal nach Südosten in das Gebiet der ersten hohen Jurazüge, die von der Roche de Hautepierre nach Nordosten auslaufen. Es reicht über die Höhe von Le Sapey (mit 882 m die höchste Erhebung von Athose) und die Mulde von Les Prés-de-Vaire bis zu den Höhen von Cicon.
Zu Athose gehören der Weiler Les Fermes-d’Athose (825 m) nördlich der Höhe von Le Sapey sowie verschiedene Einzelhöfe. Nachbarorte von Athose sind Chasnans im Norden und Osten, Aubonne, Hautepierre-le-Châtelet und Mouthier-Haute-Pierre im Süden sowie Lods und Lavans-Vuillafans im Westen.

## Geschichte
Kirchlich unterstand Athose im Mittelalter der Herrschaft Pontarlier. Im Jahr 1537 kam das Dorf in den Besitz der Herrschaft Châteauneuf (bei Vuillafans) und 1627 unter die Herrschaft Cicon. Zusammen mit der Franche-Comté gelangte Athose mit dem Frieden von Nimwegen 1678 an Frankreich.
Am 1. Januar 2009 erfolgte eine Änderung der Arrondissementszugehörigkeit der Gemeinde. Bislang zum Arrondissement Besançon gehörend, kamen alle Gemeinden des Kantons zum Arrondissement Pontarlier.
Die Gemeinde Athose wurde mit Wirkung vom 1. Januar 2016 mit Nods, Chasnans, Hautepierre-le-Châtelet, Rantechaux und Vanclans zur Commune nouvelle Les Premiers Sapins zusammengelegt.

## Sehenswürdigkeiten
Die Kirche Notre-Dame d’Athose beherbergt eine bedeutende Holzstatue der Heiligen Jungfrau aus dem 16. Jahrhundert und bildet daher ein Wallfahrtsziel. Im Ortskern sind verschiedene typische Bauernhäuser im charakteristischen Stil der Franche-Comté aus dem 16. bis 18. Jahrhundert erhalten.

## Bevölkerung
| Bevölkerungsentwicklung | Bevölkerungsentwicklung |
| Jahr                    | Einwohner               |
| ----------------------- | ----------------------- |
| 1962                    | 173                     |
| 1968                    | 152                     |
| 1975                    | 140                     |
| 1982                    | 129                     |
| 1990                    | 122                     |
| 1999                    | 120                     |
| 2016                    | 191                     |

Mit 181 Einwohnern (Stand 1. Januar 2013) gehörte Athose zu den kleinsten Gemeinden des Départements Doubs. Nachdem die Einwohnerzahl in der ersten Hälfte des 20. Jahrhunderts deutlich abgenommen hatte (1886 wurden noch 257 Personen gezählt), wurden seit Mitte der 1970er Jahre nur noch geringe Schwankungen verzeichnet.

## Wirtschaft und Infrastruktur
Athose war bis weit ins 20. Jahrhundert hinein ein vorwiegend durch die Landwirtschaft (Ackerbau, Obstbau und Viehzucht) geprägtes Dorf. Daneben gibt es heute einige Betriebe des lokalen Kleingewerbes. Mittlerweile hat sich das Dorf auch zu einer Wohngemeinde gewandelt. Viele Erwerbstätige sind Wegpendler, die in den größeren Ortschaften der Umgebung ihrer Arbeit nachgehen.
Die Ortschaft liegt abseits der größeren Durchgangsstraßen an der Departementsstraße D32, die von Nods nach Lods führt. Eine weitere Straßenverbindung besteht mit Lavans-Vuillafans.